# Gallicolumba salamonis
Gallicolumba salamonis là một loài chim trong họ Columbidae.